# Rafał Franz
Rafał Jan Franz (ur. 6 września 1985 w Chorzowie) – polski futsalista, zawodnik Rekordu Bielsko-Biała, reprezentant Polski.
Pięć razy zdobył tytuł Mistrza Polski - z P.A. Nova Gliwice w sezonie 2007/2008, z Akademią FC Pniewy w sezonach 2009/2010 i 2010/2011, z Wisłą Krakbet Kraków w sezonie 2012/2013 i z Rekordem Bielsko-Biała w sezonie 2013/2014. W sezonie 2008/2009 z 27. strzelonymi bramkami został Królem Strzelców ekstraklasy. W sezonie 2010/2011 uczestniczył w fazie Elite round UEFA Futsal Cup. W sezonie 2011/2012 z Wisłą Kraków wywalczył wicemistrzostwo Polski, a w 2011 Superpuchar Polski. Drugi Superpuchar Polski zdobył w 2013 z Rekordem. Rafał Franz w 2004 zdobył mistrzostwo Polski juniorów, a w rok później wicemistrzostwo.
W 2022 został odznaczony Srebrnym Krzyżem Zasługi.

## Bramki w poszczególnych sezonach
| Sezon     | Klub                 | Ekstraklasa | Puchar Polski | UEFA Futsal Cup | Superpuchar Polski |
| --------- | -------------------- | ----------- | ------------- | --------------- | ------------------ |
| 2006/2007 | P.A. Nova Gliwice    | 11          | 3             | -               | -                  |
| 2007/2008 | P.A. Nova Gliwice    | 15          | ?             | -               | -                  |
| 2008/2009 | P.A. Nova Gliwice    | 27          | ?             | 1               | 0                  |
| 2009/2010 | Akademia FC Pniewy   | 14          | 0             | -               | 1                  |
| 2010/2011 | Akademia FC Pniewy   | 15          | 0             | 1               | -                  |
| 2011/2012 | Wisła Krakbet Kraków | 21          | 1             | -               | 1                  |
| 2012/2013 | Wisła Krakbet Kraków | 16          | 0             | -               | -                  |
| 2013/2014 | Rekord Bielsko-Biała | 13          | 0             | -               | 1                  |